# Lepidochitona subaleutica
Lepidochitona subaleutica är en blötdjursart som först beskrevs av Boris I. Sirenko 1976.  Lepidochitona subaleutica ingår i släktet Lepidochitona och familjen Ischnochitonidae. Inga underarter finns listade i Catalogue of Life.